# 性爱学分
《性爱学分》（英語：Score）是拉德利·梅茨格执导的一部情色电影，是首先探讨两性关系的影片之一。影片基于一部非百老汇舞台剧剧本，该剧曾于1971年10月28日到11月15日之间在马提尼克剧院上演28次。舞台剧版的编剧是杰里·道格拉斯，后来他也成为电影版的主要编剧。影片场景设定在虚构、优雅的房屋中，影片的预算在當时的独立电影中是比较高的。